# 蘭博基尼Centenario
兰博基尼Centenario是兰博基尼基于蘭博基尼Aventador的基础上重新设计的一辆超级跑车，該車于2016年日内瓦汽车展上首次亮相，全球限量40辆，以纪念公司创始人費魯齊歐·藍寶堅尼的100週年誕辰。

## Centenario 敞篷版

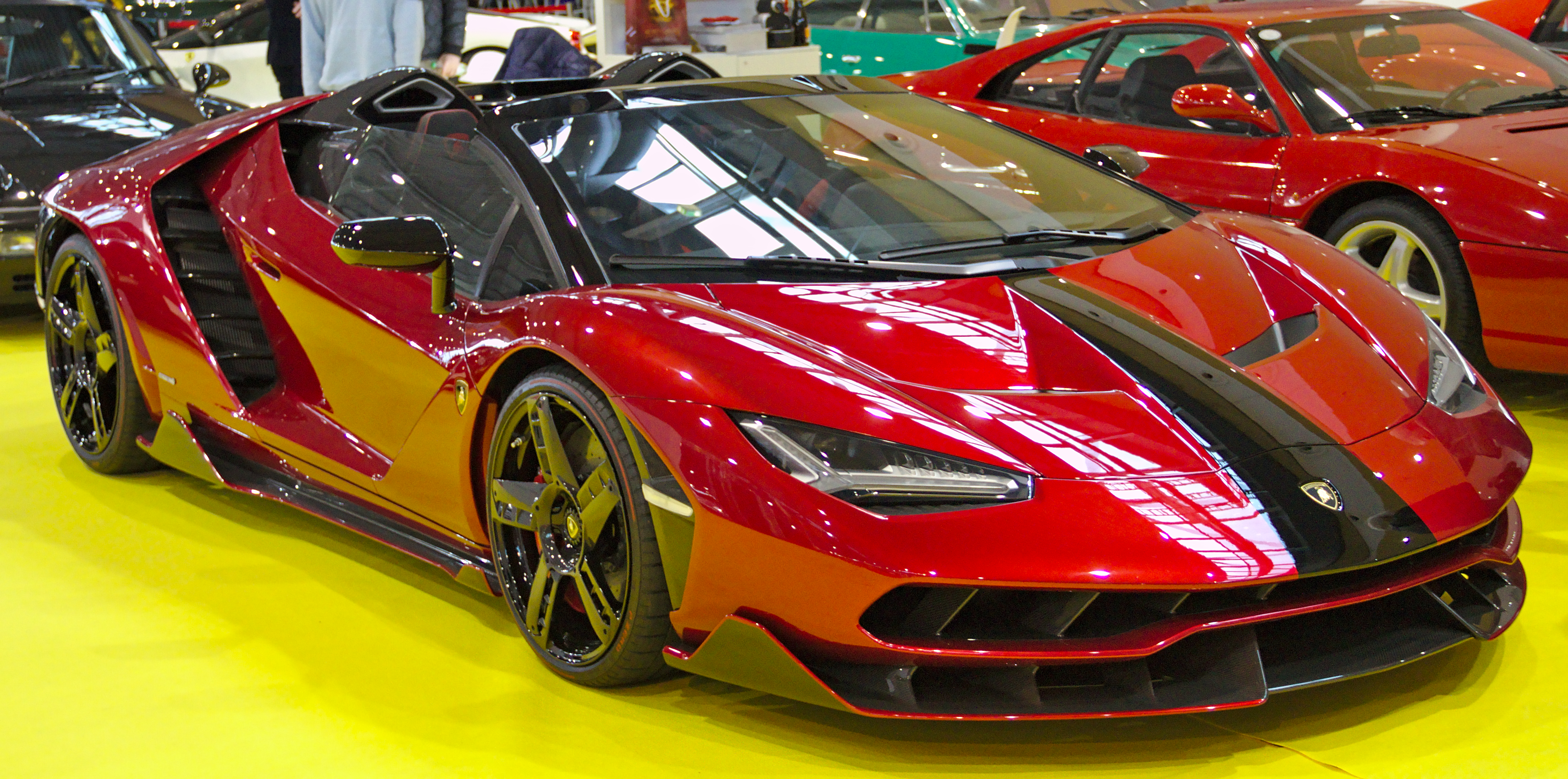
Centenario Roadster

兰博基尼在2016年8月的圆石滩竞赛中发布了Centenario 敞篷版。与双门跑车相比，唯一变化是汽车重量，由于失去了车顶和底盘加固部件，现在的重量至少设定为1,570公斤（3,461磅）。性能仍然与双门跑车相同。

## 产量
该车共生产了40辆汽车（20辆轿跑车和20辆双座敞篷车），全部通过邀请特定客户的方式售出。